# Lepidosaphes carolinensis
Lepidosaphes carolinensis är en insektsart som beskrevs av John Wyman Beardsley 1966. 
Lepidosaphes carolinensis ingår i släktet Lepidosaphes och familjen pansarsköldlöss. Inga underarter finns listade i Catalogue of Life.